# سیلویا فدوروک
سیلویا فدوروک (انگلیسی: Sylvia Fedoruk؛ زاده ۵ مهٔ ۱۹۲۷ درگذشته ۲۶ سپتامبر ۲۰۱۲) یک فیزیک‌دان و سیاستمدار اهل کانادا بود.